# Центральна міська бібліотека ім. Лесі Українки м. Херсона
Центра́льна бібліоте́ка і́мені Ле́сі Украї́нки Херсонської централізованої бібліотечної системи — публічна бібліотека в Херсоні, центр культури, дозвілля. Розташована на одній з найстаріших вулиць міста — вулиці Михайла Грушевського.

## Історія
Херсонська центральна міська бібліотека була створена відповідно до наказу обласного управління культури у вересні 1969 р. на базі міської Бібліотеки № 13.
У березні 1970 р. Центральна бібліотека отримала нове приміщення у мікрорайоні ХБК. На той час у мікрорайоні мешкало близько ста тисяч херсонців, але мережа міських бібліотек була там практично не представлена. У новому приміщенні бібліотеки відкрилася 5 листопада 1970 р. До кінця року в неї було 1 733 читачі, а книжковий фонд налічував 52 475 примірників.
Бібліотека розділялася на відділ обслуговування (з абонентом для дорослих, читальним залом, юнацьким абонементом), відділ комплектування і обробки літератури та організації каталогів і методико-бібліографічний відділ. Штат бібліотеки нараховував 12 працівників на чолі з завідуючою.
У 1971 році, у зв'язку зі сторічним ювілеєм Лесі Українки, за клопотанням Центральної бібліотеки, закладу було присвоєно ім'я української поетеси.
В 1973 р. за змістовну роботу і високі виробничі показники Херсонська обласна рада з питань культурного будівництва, обласне управління культури і президія обкому профспілки працівників культури присвоїли бібліотеці звання «Бібліотека відмінної роботи», на підставі наказу міськвиконкому № 59 від 09.09.76.
В 1976 р. було проведено централізацію мережі державних масових бібліотек м. Херсона. Відділи Центральної бібліотеки у відповідності до своїх функцій організовували і спрямовували діяльність системи в цілому, здійснювали централізоване комплектування, облік і обробку літератури, вели центральний довідково-бібліографічний апарат, оперативно забезпечували всіх читачів міста літературою та інформацією, організовували комплексну популяризацію книги, координували масову роботу з філіями централізованої бібліотечної системи. Центральна бібліотека стала значним осередком культури у місті.
В 1993 р. Центральна бібліотека обслуговувала 4,5 тис. читачів, із них 2100 дітей та юнацтва [джерело?].
З початку 90-х років Центральна міська бібліотека ім. Л. Українки формується як міський інформаційно-просвітницький, дозвіллєвий культурний центр міста.
Переживши тяжку фінансову скруту 90-х років, поступово зростає кількість щорічних нових надходжень до ЦБ.
У 2001 р. зроблені перші кроки до комп'ютеризації. За допомогою спонсорів і міської влади були придбані перші комп'ютери та інші технічні засоби.

## Структура
- Відділ обслуговування
- Юнацький відділ
- Інформаційно-бібліографічний відділ
- Відділ бібліотечного маркетинга та інноваційно-методичної роботи
- ВІдділ організації та використання єдиного сервісу ЦБС
- Відділ комплектування та обробки, каталогізації літератури
- Інтернет-центр

## Робота з громадою

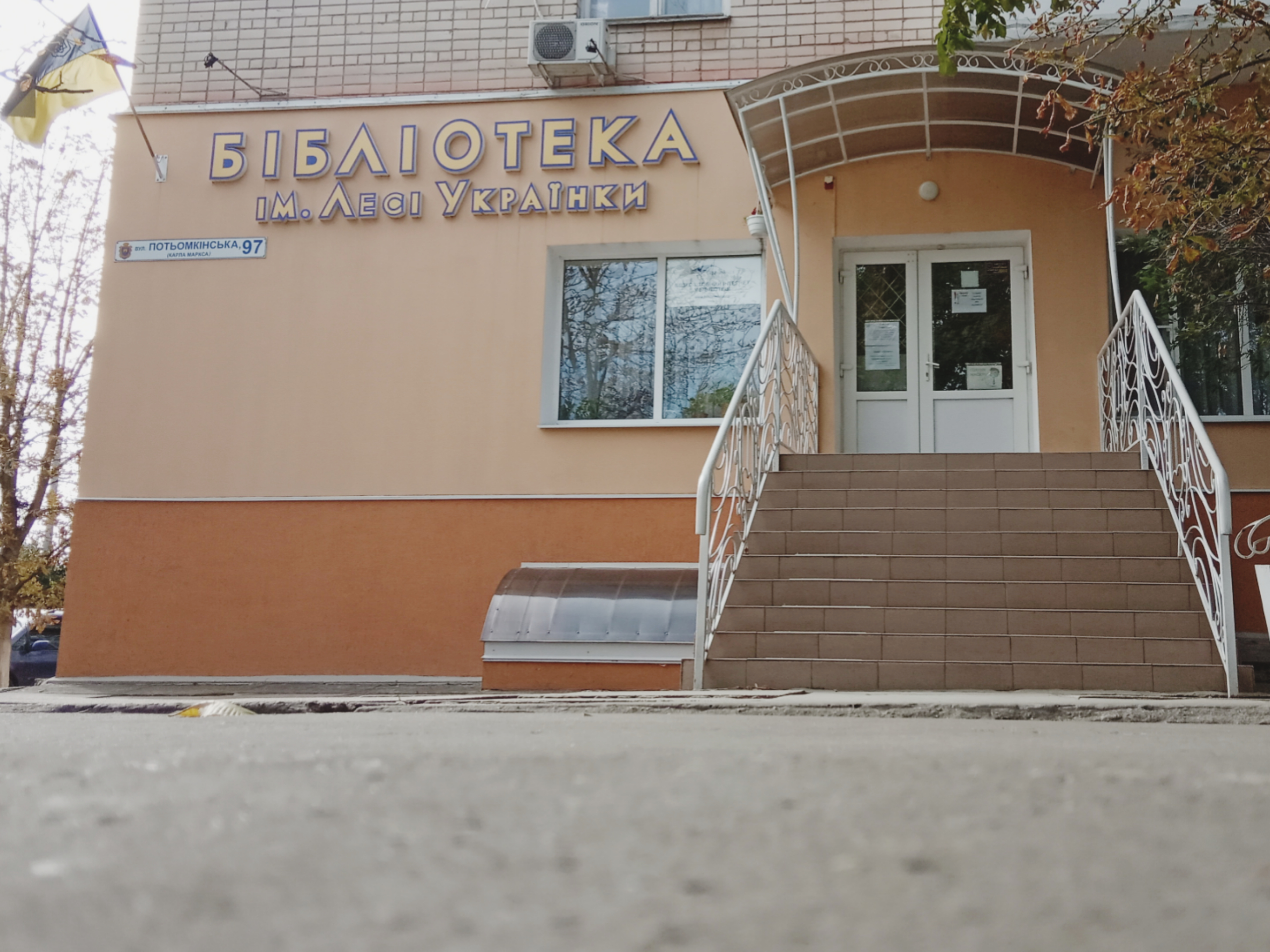
Центральна бібліотека Херсонської централізованої бібліотечної системи

З метою надання якісної достовірної інформації розроблені 2 програми розвитку ЦБ: створення Публічного регіонального центру інформації «Влада-бібліотека-населення» та організаціях Інтернет-центру при ЦБ. Випущені перші буклети про діяльність ЦБ.
З 2002 р. починає діяти Молодіжна інформаційно-консультативна служба. З 1992 року працює клуб «Надвечір'я» — для людей похилого віку. Теми зустрічей різноманітні: нетрадиційні методи лікування, улюблені заняття, соціальний захист пенсіонерів, театральні зустрічі.
Протягом 90-х рр. при Центральній бібліотеці діє літературно-культурологічний клуб «Вулик». Молоді літератори, студенти та молодь Херсонщини спілкуються, визначають теми дискусій культурологічного напрямку.
З 2012 року запроваджена робота «Університету третього віку» з метою сприяння позитивному ставленню людей похилогу віку до інформаційних процесів у суспільстві, до комп'ютера та роботи з ним.